# Komunistická strana Československa (leninovci)
Komunistická strana Československa (leninovci) byla radikálně levicová strana v období první republiky.
Vznikla jako odštěpenecká formace složená z kritiků nového vedení Komunistické strany Československa po sjezdu roku 1929. V jejím čele stál Alois Muna, který byl vyloučen z KSČ dne 29. června 1929 poté, co odmítl uznat Klementa Gottwalda jako nového předsedu strany. Muna, Alois Neurath, Václav Bolen, Václav Houser, Bohumil Jílek, Josef Skalák a František Toužil byli vyloučeni na plenárním zasedání Ústředního výboru ve dnech 1.–2. června 1929.
Parlamentní klub těchto tzv. „leninistů“ byl ustaven 3. června 1929 z 11 členů Poslanecké sněmovny a 9 senátorů. Tato skupina zpočátku vydávala list Komunista, poté založili list Obrana Svobody jakožto oficiální tiskový orgán strany, vydávaný v Kladně.
Oddělení těchto tzv. leninovců oslabilo pozici KSČ mezi intelektuály. Skupina se poté v roce 1932 včlenila do Československé sociálnědemokratické strany dělnické.